# Капитал (фильм)
«Капитал» (фр. Le capital) — французский художественный фильм, снятый кинорежиссёром Коста-Гаврасом в 2012 году. Экранизация романа Стефана Осмона.

## Сюжет
Амбициозного менеджера Марка Турнёя назначили на должность президента крупного международного банка для того, чтобы он был просто исполнителем воли совета директоров. Но он не согласен ограничиваться столь скромной ролью. Стремясь быть настоящим руководителем, Марк пытается взять под свой контроль управление финансовыми потоками. Однако зарубежные акционеры стремятся контролировать его и заставлять реализовывать свои сценарии. Первое решение, которое ему навязывают как руководителю банка, — провести масштабное сокращение персонала. Выйти из этой непростой ситуации ему помогает супруга, интересующаяся идеями Мао Цзэдуна и посоветовавшая провернуть дело в духе «культурной революции». Марк понимает, что с того момента, как он занял должность президента банка, у него больше не осталось друзей. Он начинает следить за своим окружением, собирать информацию и записывать разговоры. С получением высокооплачиваемой должности происходят также изменения и в личной жизни героя. Марк отдаляется от семьи и заводит роман с красоткой-моделью, которая начинает просить у него крупные денежные суммы…

## Актёры
- Гад Эльмалех — Марк Турнёй
- Гэбриэл Бирн — Диттмар Ригуле
- Наташа Ренье — Диана Турнёй
- Селина Саллетт — Мод Барон
- Лия Кебеде — Нассим
- Ипполит Жирардо — Рафаэль Сиг
- Дэниэль Мезгиш — Жак Марманд
- Ольга Грюмбер — Клод Марманд
- Бернар Ле Кок — Антуан де Суз
- Филипп Дюкло — Жан Рамёр
- Ян Сандберг — Борис Бретон
- Эрик Наггар — Тео Крайон
- Джон Уорнаби — Стэнли Гринболл
- Жан-Мари Френ — дядя Брюно